# Fibroporia
Fibroporia is een geslacht van schimmels behorend tot de familie Fibroporiaceae. De typesoort is de kelderstrookzwam (Fibroporia vaillantii).

## Soorten
Volgens Index Fungorum telt het geslacht negen soorten:
| Soortnaam                                | Auteur(s)                                     | Publicatiejaar |
| ---------------------------------------- | --------------------------------------------- | -------------- |
| Fibroporia albicans                      | B.K. Cui & Yuan Y. Chen                       | 2015           |
| Fibroporia bambusae                      | Yuan Y. Chen, B.K. Cui & Y.C. Dai             | 2017           |
| Fibroporia ceracea                       | Yuan Y. Chen, B.K. Cui & Y.C. Dai             | 2017           |
| Fibroporia citrina                       | (Bernicchia & Ryvarden) Bernicchia & Ryvarden | 2012           |
| Fibroporia destructor                    | (Schrad.) Parmasto                            | 1968           |
| Fibroporia norrlandica                   | (Berglund & Ryvarden) Niemelä                 | 2001           |
| Fibroporia pseudorennyi                  | (Spirin) Spirin                               | 2007           |
| Fibroporia radiculosa                    | (Peck) Parmasto                               | 1968           |
| Fibroporia vaillantii (Kelderstrookzwam) | (DC.) Parmasto                                | 1968           |